# ويندهام توماس
ويندهام توماس (1 يونيو 1911 - 29 يناير 1992) (بالإنجليزية: Wyndham Thomas)‏ هو لاعب كريكت بريطاني (وحمل سابقاً جنسية المملكة المتحدة لبريطانيا العظمى وأيرلندا).